# Castra Cecilia
Castra Cecilia est un camp permanent romain, aussi connu sous le nom de « Cáceres el Viejo» », localisé à 2,5 km au nord de la ville de Caceres à côté du quartier de la Mejostilla (es), sur la route de Torrejon el Rubio. Ce camp est construit à l'époque républicaine vers 78 av. J.-C.; selon sa propre dénomination la cité aurait été fondé par Quintus Caecilius Metellus Pius pendant les guerres l'ayant opposé à Quintus Sertorius.

## Description
Le camp est bâti à partir d'une enceinte rectangulaire, construit près de la rivière Almonte sur une petite hauteur de 24 hectares (environ 399 × 680 mètres), qui hébergeait une à deux légions. Comme tous les camps permanents, le fort était entouré par un mur de quatre pieds de large, formé par deux murs de maçonnerie construite en schiste et en quartzite. Le système défensif est complété avec deux fossés creusés dans le sol qui entoure le camp. Le fossé le plus intérieur avait une section en forme de V, avec quatre mètres de largeur et deux de profondeur; à 3,50 mètres de distance, le fossé extérieur était plus étroit (1,50 m) et moins profond (0,70 m).
Les fouilles débutent au début du XXe siècle sous la conduite de l'archéologue allemand Adolf Schulten. Actuellement l'architecte Ramón Cañas et l'archéologue Luz González, derniers à creuser le site, ont pu déterminer le système d'accès. Ils ont commencé par creuser à nouveau la porte Prætoria, au nord (à l'extrémité de la voie Pretoria), et la porte Principalis Sinistra, au sud-ouest (les experts ont constaté que deux tours quadrangulaires assurées la protection des flancs), et ils ont déblayé la porte Quintana, à l'est, qui donne sur la voie du même nom. Cette voie traverse le camp et le divise en deux parties égales. À l'avant des portes, le camp possède des fossés plus avancées qui ajoutent une protection supplémentaire.
À la suite du développement du projet Alba Plata de la Junta de Extremadura, le centre d'interprétation avec plusieurs dépendances montre le style de vie de ses occupants, ainsi qu'une maquette du camp, des chambres, des armures et une vidéo sur la vie quotidienne elle-même. Ce centre appartient au réseau Museos de Identidad de Extremadura (es).
|                                                 |
| Un fossé du camp, taillé dans le sol d'ardoise. |

| |
| Vue aérienne du camp romain de Castra Caecilia, qui permet d'apprécier le site et les zones fouillées. |